# Muziekmuseum (Stockholm)
Het Muziekhistorisch museum (Zweeds: Musikhistoriska museet; 1901–1973), daarna Muziekmuseum (Zweeds: Musikmuseet; 1973–2010) genaamd, was een museum in Stockholm.

## Geschiedenis
Het initiatief voor het museum kwam naar aanleiding van de theater- en muziekexpositie die deel uitmaakte van de grote Kunst- en Industrietentoonstelling van 1897 in Stockholm. Het museum werd in 1899 opgericht als het Muziekhistorisch museum (Musikhistoriska museet) en opende in 1901 zijn deuren. De collectie werd opgebouwd met behulp van giften en donaties en bestond bij aanvang uit tweehonderd muziekinstrumenten. Daarnaast beschikte het nieuwe museum over archiefmateriaal over de muziek- en theatergeschiedenis.
Vanaf 1981 maakte het deel uit van de Zweedse Nationale Muziekcollecties en kreeg het de naam Muziekmuseum (Musikmuseet), internationaal ook wel Stockholm Music Museum geheten. Het museum veranderde sindsdien van karakter en breidde het aantal activiteiten uit. In 2010 volgde de fusie met het Theatermuseum en het Marionettenmuseum en ging het op in het Muziek- en Theatermuseum (Musik- och teatermuseet). Dit museum kende uiteindelijk een collectie van 6.000 muziekinstrumenten en was met name gericht op Westerse muziek en Noordse volksmuziek. Dit museum sloot zijn deuren op 30 maart 2014 en werd na een grondige renovatie op 11 februari 2017 heropend als het Zweeds Podiumkunstenmuseum

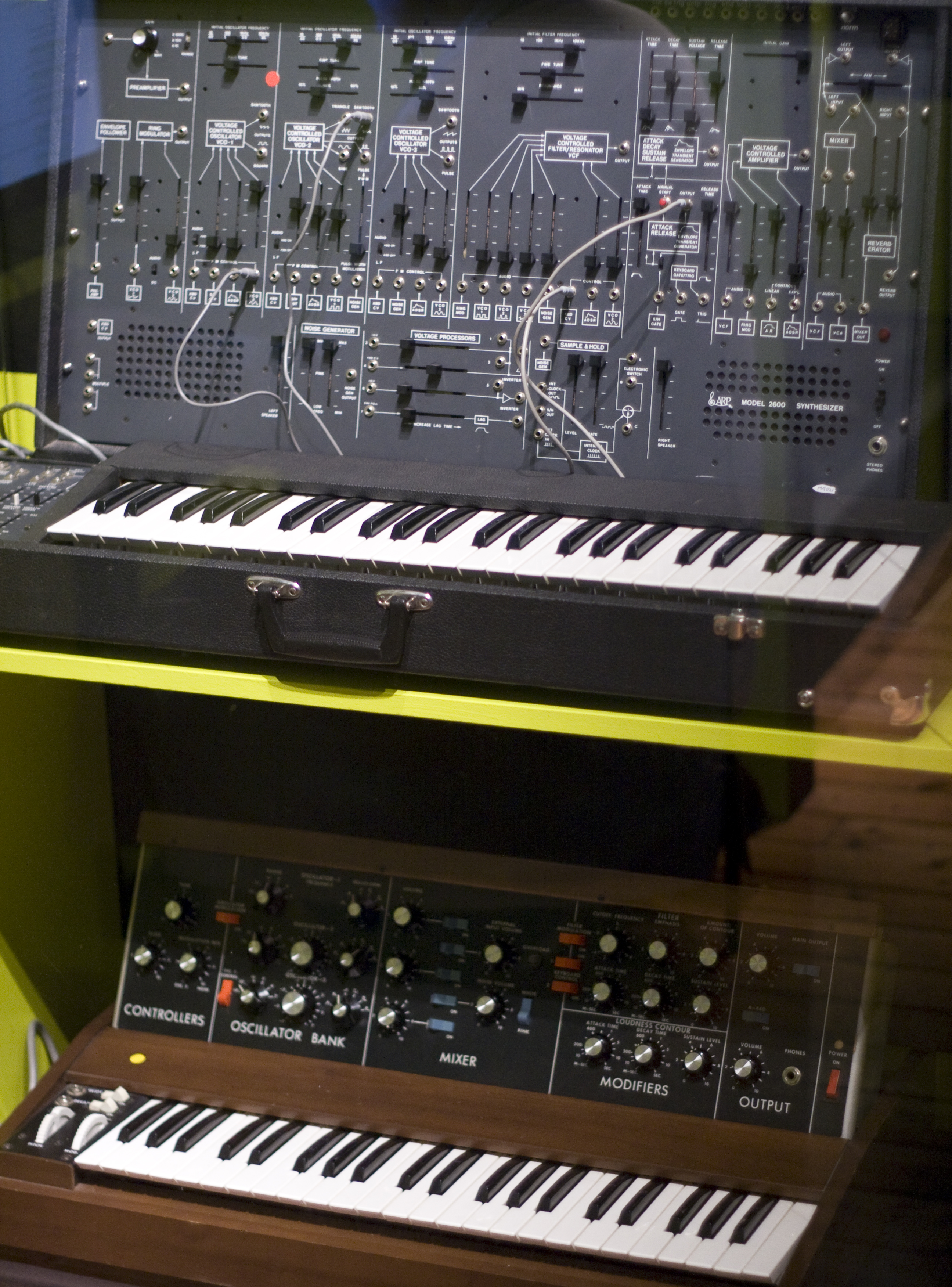